# شهلا رياحي
قدرت الزَّمان وَفاء دوست تعرف عمومًا بـشهلا رياحي (7 فبراير 1927 - 31 ديسمبر 2019) ممثلة ومخرجة إيرانية. ولدت في طهران ونشأت بها. بدأت مشوارها الفني عام 1951 بالتمثيل في فيلم الأحلام الذهبية وبعد ذلك مثلّت في العديد من الأفلام والمسلسلات. وفي عام 1956 استطاعت إخراج فلم مرجان الذي يعتبر تجربتها الإخراجية الأولى، وأصحبت أول مخرجة في تاريخ السينما الإيرانية. وبعد ستة عقود من العمل في السينما اعتزلت في عام 2003 بعد إصابتها بالزهايمر . عادت بعد ذلك إلى العمل في 2016 عبر التمثيل في فيلم حوت العنبر. توفيت في طهران.

## سيرتها

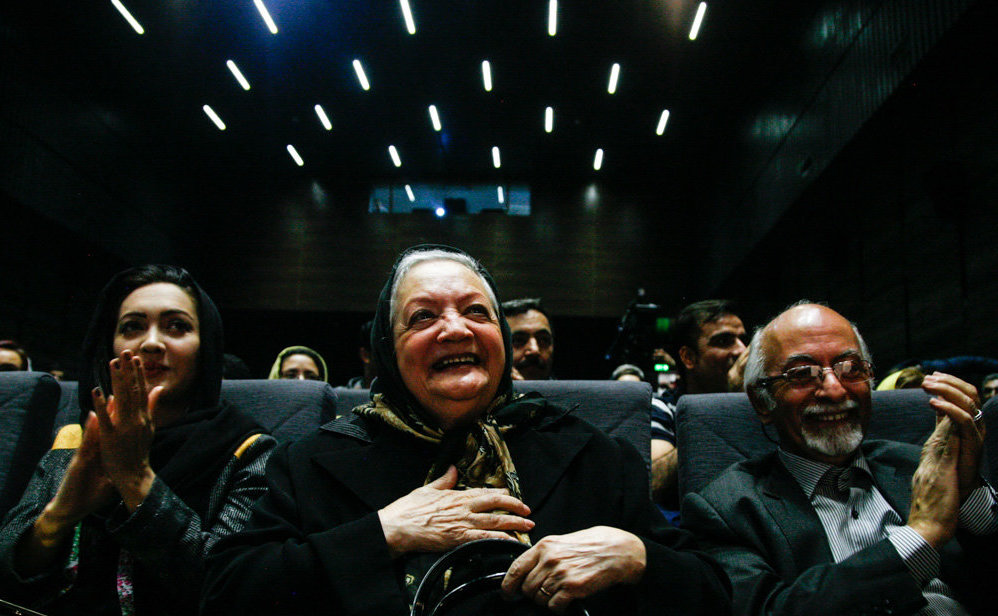
شهلا رياحي (وسط) وزوجها إسماعيل (يمين) في إحتفال بتكريمها من قبل نيكي كريمي (يسار) في طهران، 29 نوفمبر 2015.

ولدت قدرت الزّمان بنت أغا شيخ أغا وفاء دوست السَبزَواري عرفت بشهلا رياحي في 7 فبراير 1927 بطهران، ونشأت بها. تابعت تعليمها الدراسي حتى سن ال 17 ومن ثم شاركت في أول عمل مسرحي بناء على دعم ومساندة زوجها فيما بعد إسماعيل رياحي، وشاركت في أول مسرحيتها سياسة هارون الرشيد ومن ثم تتابعت أعمالها المسرحية.

بدأت رياحي أول أعمالها السينمائية عام 1951 في الأحلام الذهبية للمخرج معز الديوان فكري وبعدها أخرجت فيلم مرجان عام 1957 لتكون أول مخرجة في تاريخ السينما الإيرانية.
في 29 نوفمبر 2015 قامت الممثلة نيكي كريمي بتكريمها بمناسبة ستة عقود من نشاطها الفني .

توفيت شهلا رياحي في 31 ديسمبر 2019 في طهران إثر معاناتها بمرض عضال.

## أعمالها
قدّمت رياحي العديد من الأعمال السينمائية والتلفزيونية في مسيرتها في السينما: دعوة على العشاء (2000)، عين العقاب (1998)، الهروب من جهنم (1996)، نهاية القدرة ( 1993)،  شباب الطلاق ( 1989)، موت الفهد ( 1989)، جُلنار (1988)، شحادين طهران (1966)، السراب ( 1973)، العشق الكبير ( 1961). 

من أعمالها التفزيونية:الضيف" (2000)، المحل ( 1996)، الجدل العقيم ( 1996)،  الألم الخفي( 1995)، بيت في النار ( 1994)، الأزواج ( 1993)، الجيران (1992).

## حياتها الشخصية
تزوجت من المخرج السينمائي إسماعيل رياحي ولديها منه ولدان. أُصيبت بمرض عضال قبل وفاتها.

## روابط خارجية
- شهلا رياحي على موقع IMDb (الإنجليزية)
- شهلا رياحي على موقع قاعدة بيانات الفيلم (الإنجليزية)
- شهلا رياحي على موقع كينوبويسك (الروسية)